# Yeshwantrao Balwantrao Chavan

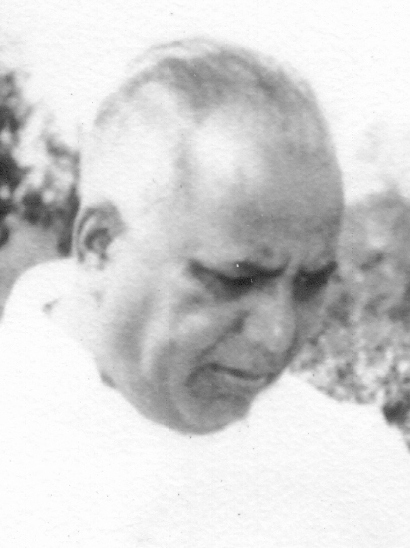
Yeshwantrao Balwantrao Chavan

Yeshwantrao Balwantrao Chavan (* 12. März 1912 in Satara, Bombay; † 25. November 1984 in Neu-Delhi) war ein indischer Politiker des Indischen Nationalkongresses (INC), der unter anderem Chief Minister von Maharashtra, Finanzminister sowie Außenminister war.

## Leben

### Chief Minister von Bombay und Maharashtra
Chavan absolvierte nach dem Schulbesuch ein Studium an der University of Pune. Er war ein überzeugter Nationalist und auch Anhänger des Kommunismus, der die Politik des zivilen Ungehorsams von Mohandas Karamchand Gandhi zur Zeit der britischen Kolonialverwaltung in Britisch-Indien zunehmend verachtete. Letztlich wurde er 1942 Kämpfer in der Guerrilla-Bewegung und 1944 festgenommen.
Nach Ende des Zweiten Weltkrieges wurde Chavan 1946 zum Mitglied der Legislativversammlung (Legislative Assembly) des Bundesstaates Bombay gewählt und am 1. November 1956 als Nachfolger von Morarji Desai schließlich Chief Minister dieses Bundesstaates. Nach der Aufteilung Bombays in die beiden Bundesstaaten Gujarat und Maharashtra wurde er 1. Mai 1960 erster Chief Minister von Maharashtra und bekleidete dieses Amt bis zu seiner Ablösung durch Marotrao Sambashio Kannamwar am 19. November 1962.

### Unionsminister für Verteidigung, Inneres, Finanzen und Auswärtiges
Bereits am 14. November 1962 wurde er von Premierminister Jawaharlal Nehru als Verteidigungsminister (Union Minister of Defense) erstmals in eine Unionsregierung berufen und bekleidete dieses Ministeramt auch unter Nehrus Nachfolger Lal Bahadur Shastri sowie in den Interimsregierungen von Gulzarilal Nanda. Während seiner Amtszeit als Verteidigungsminister für eine umfangreiche Modernisierung des Heeres sowie der Luftstreitkräfte durch, die maßgeblich zum Erfolg Indiens während des Zweiten Indisch-Pakistanischen Krieges 1965 sowie des Bangladesch-Krieges 1971 beitrug.
Am 14. November 1966 wurde Chavan von Premierministerin Indira Gandhi als Nachfolger von Gulzarilal Nanda zum Innenminister (Union Minister of Home Affairs) ernannt, während Sardar Swaran Singh sein Nachfolger als Verteidigungsminister wurde.
Im Rahmen einer weiteren Kabinettsumbildung ernannte ihn Premierministerin Gandhi am 27. Juni 1970 zum Finanzminister (Union Minister of Finance), ein Ministerposten, den die Premierministerin zuvor selbst bekleidet hatte, während sie selbst seine Nachfolgerin als Innenministerin wurde. 
Bei einer neuerlichen Regierungsumbildung am 10. Oktober 1974 übernahm Chavan schließlich von Sardar Swaran Singh das Amt des Außenministers (Union Minister of External Affairs), während ihm C. Subramaniam, der bisherige Minister für Ernährung und Landwirtschaft, Wissenschaft und Technologie sowie industrielle Entwicklung, im Amt des Finanzministers folgte. Das Amt des Außenministers bekleidete er bis zum Ende von Indira Gandhis Amtszeit am 24. März 1977, wenngleich er zu den Kritikern des von ihr verhängten nationalen Ausnahmezustandes 1975 gehörte. Kurz vor den Wahlen zur Lok Sabha 1977 kam es letztlich doch zum Bruch mit der Premierministerin, als er Führer der Kongresspartei im Unterhaus des indischen Parlaments wurde.
Nach dem Ende der Amtszeit von Premierminister Morarji Desai am 28. Juli 1979 wurde Chavan mit der Bildung einer Regierung beauftragt, was ihm jedoch nicht gelang. Stattdessen übernahm er in der von Premierminister Chaudhary Charan Singh von der Janata Party am 30. Juli 1979 das Amt des Vize-Premierministers und erneut des Innenministers und bekleidete diese Funktionen bis zum 14. Januar 1980.
Bei den Wahlen zur Lok Sabha 1980 konnte er nur knapp sein Abgeordnetenmandat verteidigen und trat zuletzt wieder der Indira Gandhi loyalen Faktion der Kongresspartei bei.